# Bragatel
A Bragatel, S.A. foi um operador português privado de telecomunicações, de capitais exclusivamente nacionais.
Foi integrado no Grupo ZON Multimédia, desde 21 de novembro de 2008, após acordo entre o empresário Joe Berardo, anterior detentor de 100% do capital da Bragatel.
Está farto de fazer zapping e não encontrar nada que lhe agrade?
Nós temos a solução, ligue-se à BRAGATEL e só fica a ganhar. O serviço TV por cabo da BRAGATEL oferece-lhe:
- 44 canais por 2.950$00/mês (incluindo os 4 canais nacionais com alta definição de imagem e som digital e estereofónico);
- Mais canais em português;
- Rapidez e comodidade de instalação;
- Assistência técnica permanente e de fácil acesso através da linha de atendimento directo;
- Rede de telecomunicações de vanguarda (em fibra óptica);
- Visualização simultânea dos canais (Mosaico);
- Variadas formas de pagamento (mensal e trimestral - por cheque, multibanco, correios, transferência bancária ou na loja das 9 às 19.30 horas).

## História
Iniciou as actividades em 1994, em Braga, disponibilizando o serviço de televisão por cabo. A Bragatel foi, deste modo, a primeira operadora a oferecer  televisão por cabo em Portugal. Entretanto, a sua cobertura territorial alargou-se da cidade de Braga a algumas freguesias da periferia. Posteriormente expandiu a rede para Vila Verde, Prado, Amares e Famalicão.
Em 2000, migraram toda a tecnologia de internet por cabo para o standard DOCSIS.
Em 2005, passou também a disponibilizar o serviço de telefone fixo por cabo, adoptando para tal a tecnologia PacketCable
Até 2008, a Bragatel teve as licenças atribuídas pelo ICP-ANACOM para operar em Portugal Continental.
A Bragatel faz parte de um grupo maior onde se incluem também a Pluricanal Leiria - Televisão por Cabo, S.A. e da Pluricanal Santarém - Televisão por Cabo, S.A.., que operam na zona centro do país, constituindo assim um conjunto mais alargado de empresas, cobrindo uma importante parcela do território nacional.
Posteriormente, tornou-se uma empresa do grupo ZON Multimédia, após acordo entre o empresário Joe Berardo, ex detentor de 100% do capital da Bragatel e o grupo ZON.
O processo de aquisição foi submetido à CMVM e também à Autoridade da Concorrência que aprovaram compra da Tvtel, Bragatel e Pluricanal pela ZON.